# Casa Carreres
La Casa Carreres és un edifici medieval de la vila de Vilafranca de Conflent, de la comuna del mateix nom, a la comarca del Conflent, de la Catalunya del Nord.
Està situada en el sector nord-est de la vila, en el número 75 del carrer de Sant Joan, en la parcel·la cadastral 67.

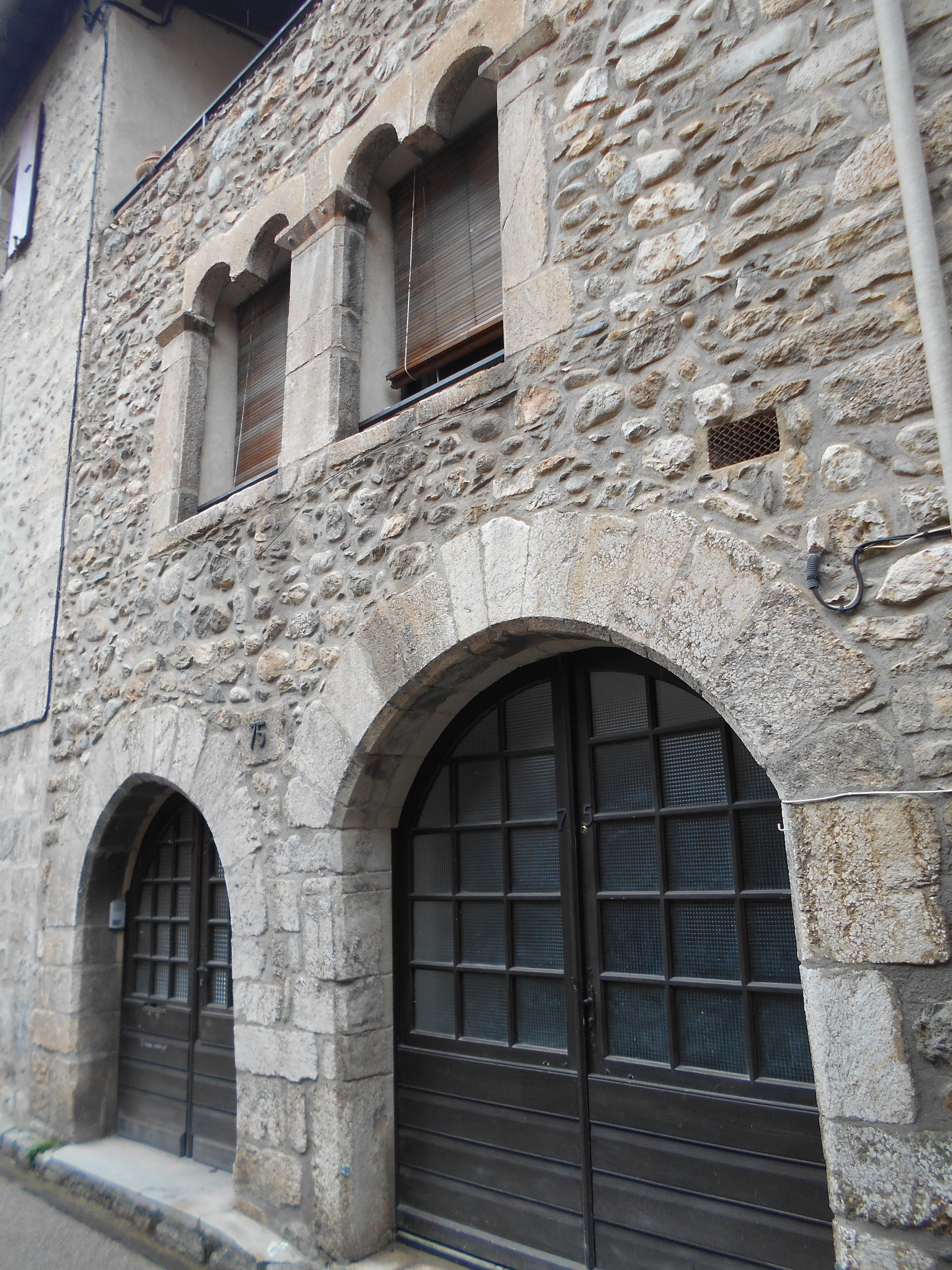
La casa Carreres, des de ponent

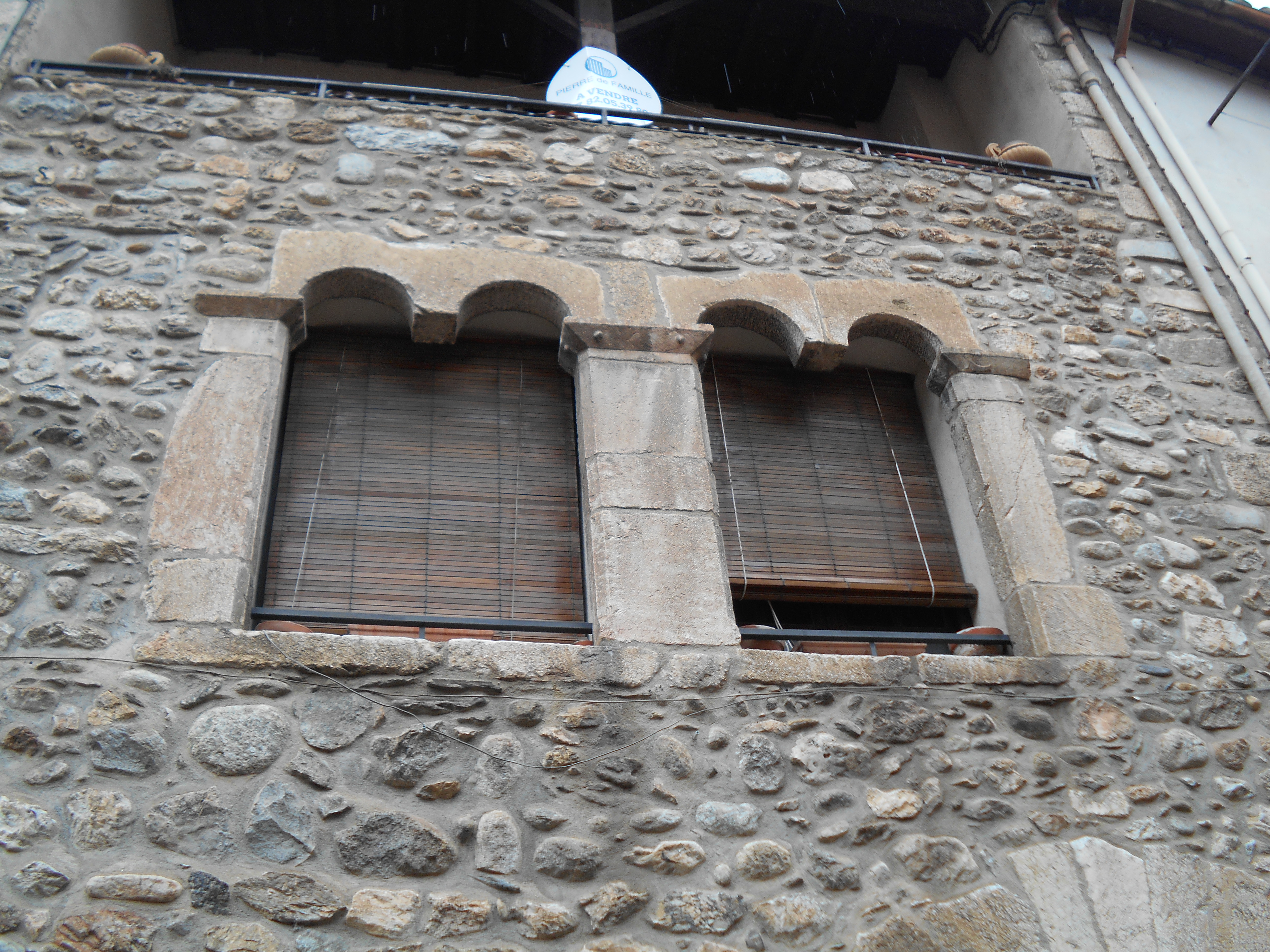
Detall de les finestres geminades

A la façana, de la primera meitat del segle xiii, el marbre tallat està reservat als enquadraments de les obertures. La casa té tres nivells; la planta baixa té dos arcs de mig punt, amb obertures desiguals. Les dovelles són de llargàries diverses, i l'enquadrament interior és aixamfranat. A l'arc de la dreta, la clau té un petit escut esculpit. Al primer pis, hi ha dues finestres geminades sense les columnetes, que s'amortitzen en arc de punt rodó sota llindes esmotxades. Els muntants, aixamfranats amb coves plans a la base que suporten impostes, escalabornades a bisell sota un llistó simple. El bisell de la imposta del mig està ornat amb dues mitges boles, i el de la dreta, d'un motiu en forma de cor o de pastera. La façana acaba, en el pis superior, amb una galeria del tot oberta al carrer.